# ناثانيل بوالو
ناثانيل بوالو هو سياسي أمريكي، ولد في 1763، وتوفي في 1850. نشط حزبياً في الحزب الجمهوري الديمقراطي. وقد انتخب List of speakers of the Pennsylvania House of Representatives ‏ وانتخب عضو مجلس نواب بنسيلفانيا ‏.